# Kylo Ren
Kylo Ren, també conegut com a Ben Solo, és un personatge fictici en l'univers Star Wars interpretat per Adam Driver. Introduït en la pel·lícula de 2015 Star Wars episodi VII: El despertar de la força, és fill dels personatges Han Solo i Leia Organa de la trilogia original de Star Wars. Ben Solo es converteix en un guerrer fosc, amb un poderós domini de La Força després d'unir-se als Cavallers de Ren, i adoptant el nom de Kylo Ren. En la pel·lícula, és un membre principal del Primer Orde.

## Concepte i creació
Abrams va demanar que la màscara del personatge es dissenyés per ser memorable per a un nen. Fins al març de 2014, l'antagonista principal de la pel·lícula només era conegut per l'equip de producció com "Jedi Killer", i havia passat per nombrosos intents de disseny no aprovats, un dels quals va ser reutilitzat per al Capità Phasma. El mateix mes, finalment es va aprovar el disseny de Glyn Dillon per al vestit del personatge. Segons Abrams, "el disseny estava pensat per ser un cop d'ull a la màscara de Vader", i el dissenyador de conceptes Doug Chiang diu que el personatge "adquireix [la] persona de [Vader] per perseguir a Luke". Michael Kaplan.

## Aparicions
En una entrevista a la revista Time, el dissenyador de vestuari d'El despertar de la força, Michael Kaplan, va dir que Kylo Ren va ser el personatge més difícil de dissenyar per a la pel·lícula. J. J. Abrams va demanar que el personatge fos dissenyat per tenir característiques que fossin memorables per a un nen. Després de nombrosos intents per obtenir l'aprovació d'Abrams, el disseny final va ser seleccionat, previst en part gran al seu folre de teixit amb estil d'espagueti a través del cos i un folre reflectant platejat al llarg de la màscara. Va ser un malvat sense nom al principi, però més tard va aconseguir un nom.
Amb l'adquisició de Lucasfilm per la companyia Walt Disney el 2012, el guió d'El despertar de la força, va ser escrit per Lawrence Kasdan, J.J. Abrams I Michael Arndt, sense participació directa de creador de Star Wars George Lucas. Segons el director Abrams, Ren era inicialment concebut com a testaferro en el Primer Ordre qui representa l'admiració de l'organització per Darth Vader i l'Imperi Galàctic. Abrams va dir que el Primer Orde està inspirat en la teoria d'ODESSA, la qual presumptament implica els agents SS que fugen a l'Argentina després de la Segona Guerra Mundial.